# I puritani di Scozia
I puritani di Scozia (Old Mortality) è un romanzo storico di Sir Walter Scott pubblicato nel 1816. Forma con Il Nano Misterioso (The Black Dwarf) la prima delle quattro serie de I Racconti del mio Ostiere (Tales of my Landlord), pubblicati sotto lo pseudonimo di Jedediah Cleishbotham, "insegnante e parroco di Gandercleugh". 
Secondo le intenzioni dell'autore, la collana doveva comprendere quattro racconti di un volume ciascuno, dedicato a diverse regioni della Scozia. La consistenza del romanzo Old Mortality superò invece le previsioni e apparve come secondo, terzo e quarto volume di Tales of My Landlord, pubblicato da Blackwood's a Edimburgo il 2 dicembre e da John Murray a Londra tre giorni dopo.
Il titolo originario del secondo romanzo, The Tale of Old Mortality, sarebbe stato abbreviato in Old Mortality a causa di un malinteso o di una svista da parte della tipografia Ballantyne. Il titolo completo verrà reintegrato nell'edizione di Douglas Mack dell'Edinburgh University Press del 1993.
L'opera è ambientata nel periodo 1679-1689, durante il conflitto fra i Covenanti e re Carlo II d'Inghilterra, e si svolge nel Lanarkshire, una contea situata nel sud ovest della Scozia.
Sconvolto dalla mentalità intollerante e sanguinaria dei puritani fanatici, Henry Morton vuole arruolarsi nell'esercito per combatterli, ma fa una scoperta ben peggiore: i soldati del Governo violano i diritti degli scozzesi, dedicandosi ad atti di violenza ingiustificata, uccidendo senza motivo e senza un processo. Morton, convinto della necessità di sostenere i diritti della sua gente e la libertà religiosa, decide allora di far aggregarsi ai Covenanti, mantenendo però una posizione moderata.

## Contesto storico
Nel 1638 vari rappresentanti della società scozzese riunitisi a Edimburgo sottoscrissero un patto (National Covenant) con il quale si impegnarono ad opporsi all'introduzione nella Chiesa presbiteriana della nuova liturgia e della gerarchia episcopale imposte dal re Carlo I. Nel 1639 e 1640 due conflitti armati, le cosiddette Guerre dei Vescovi, che videro opporsi le truppe del re e quelle dei Covenanti, terminarono con la vittoria di questi ultimi. Durante la guerra civile (1642-1651), i Covenanti strinsero un'alleanza con il Parlamento inglese (1643) nel conflitto contro Carlo I, e il loro supporto militare fu determinante nella vittoria sull'esercito realista. Nel 1647 furono però esclusi dai negoziati dal Parlamento inglese vittorioso e disperarono che le promesse loro fatte venissero mantenute. In Scozia cambiarono gli equilibri di potere, e un nuovo accordo fu raggiunto con la Corona: una parte dei Covenanti, detti Engagers, offrirono il loro sostegno militare a Carlo I in cambio dell'impegno di questi di sostenere il presbiterianesimo nei tre Regni per un periodo di tre anni.
Nel 1648 i realisti e i Covenanti furono sconfitti nella battaglia di Preston, e il re fu decapitato nel gennaio 1649. Nel 1650 i Covenanti sottoscrissero un nuovo accordo, il Trattato di Breda, con il re Carlo II (re in esilio d'Inghilterra, Scozia e Irlanda), ma poco dopo l'esercito di Cromwell conquistò la Scozia (1650-51) e attraverso un esercito di occupazione impose l'unione con il Parlamento inglese, pur assicurando il mantenimento del presbiterianismo e di una certa tolleranza religiosa, salvo per i cattolici e gli episcopali.
Nel 1660 con la restaurazione della monarchia Carlo II, venendo meno alle sue promesse, ripristinò in Scozia le gerarchie episcopali, riaprendo il conflitto con i Covenanti, le cui riunioni vennero dichiarate fuorilegge. Nel 1669 l' "Act of Indulgence" che prometteva ai presbiteriani di conservare le loro le chiese senza dover accettare l'episcopato, provocò una spaccatura al loro interno fra chi accettava il provvedimento e chi - come la maggior parte degli esiliati olandesi - lo rifiutava.
Nel 1679 un gruppo di estremisti uccise James Sharp, l'arcivescovo di St. Andrews, provocando l'intervento dei monarchici. Nella battaglia di Drumclog la squadra di dragoni comandata da John Graham di Claverhouse venne battuta dai Covenanti. Tre settimane più tardi, nel giugno del 1679, Claverhouse formò con il Duca di Monmouth una nuova milizia ed attaccò i ribelli a Bothwell Bridge. Pur superiori numericamente, i Covenanti - mal equipaggiati e divisi al loro interno - vennero definitivamente sconfitti. La battaglia di Bothwell Bridge è al centro del romanzo di Scott Old Mortality.
Il periodo 1680-1688 fu denominato The Killing Time per il grande spargimento di sangue che connotò la repressione dei Covenanti da parte di Carlo II: decine furono giustiziati senza processi, altri deportati nelle colonie inglesi oltremare.
Dopo la Gloriosa rivoluzione (1688-89) che portò al trono Guglielmo III d'Orange di religione protestante, un accordo ecclesiastico ristabilì il governo della chiesa presbiteriana in Scozia e pose fine alla persecuzione dei ribelli scozzesi.

## Introduzione
Nell'Introduzione di Tales of my Landlord Jedediah Cleishbotham (alias Walter Scott) afferma di non avere alcuna responsabilità sulle storie riportate, attribuendone la paternità all'amico Peter Pattieson di Gandercleugh, che prima di morire gli avrebbe affidato i suoi scritti, basati a loro volta su racconti e leggende apprese da altri. L'identità di questi narratori e le circostanze che avrebbero accompagnato la raccolta dei materiali sono in parte contenute nelle introduzioni dei singoli racconti della serie.
Dall'introduzione del racconto Old Mortality si apprende che tale titolo corrisponde al nomignolo assegnato ad un religioso itinerante, conosciuto in molte contrade scozzesi per la sua attività di cura delle tombe dei Covenanti morti in combattimento, oppure giustiziati durante il regno dei due ultimi re della linea degli Stuart. Robert Paterson, questo il suo vero nome, nativo della parrocchia di Closeburn, a Dumfries-shire, sarebbe il depositario della memoria dei fatti riportati poi dall'autore fittizio Peter Pattieson nel racconto Old Morality. Pattieson lo avrebbe incontrato per la prima volta nel cimitero di Dunnottar trent'anni prima la stesura dell'opera.

## Trama
Henry Morton, dopo aver vinto la gara del Popinjay svoltosi presso la tenuta di Lady Margaret Bellenden, conosce John Balfour, un presbiteriano fanatico, colpito da un mandato di cattura per aver ucciso l'Arcivescovo di St. Andrews. Inizialmente poco convinto, Morton decide in seguito di aiutarlo, ospitandolo per la notte, avendo Balfour salvato suo padre nella battaglia di Marston Moor. Balfour gli propone di unirsi ai ribelli, ma Morton rifiuta, perché considera i Covenanti estremisti responsabili della repressione che si è scatenata in Scozia contro i presbiteriani. Decide così di diventare un soldato dei realisti per combattere questa fazione. 
Per aver dato alloggio a Balfour Morton viene però arrestato dai dragoni di Claverhouse, un militare e politico scozzese al servizio del re Carlo II, e portato al castello di Tillietudlem, magione di Lady Margareth e Lady Edith, dove viene condannato a morte. Edith si innamora di lui e fa pressioni su Lord Evandale convincendolo a salvargli la vita, sebbene i due uomini siano rivali in amore. Nel frattempo si apprende che nelle montagne, a dieci miglia dal castello, si sta radunando uno squadrone di Covenanti, e per evitare che questi ricevano ulteriori rinforzi, i realisti decidono di mettersi in marcia per respingerli, costringendo i prigionieri a seguirli. È la battaglia di Drumclog, presso Loudoun Hill, che va a vantaggio dei Covenanti per via del terreno paludoso, e obbliga Claverhouse a ritirarsi. Nel frattempo Morton, che era riuscito a slegarsi, salva la vita a Lord Evandale, ripagando così il suo debito.
Dopo aver visto di persona le ingiustizie perpetrate dai soldati del governo a discapito della popolazione scozzese, Morton decide di aggregarsi ai ribelli, precisando loro che rimarrà sempre un moderato: combatterà per la libertà di culto e per il rispetto dei diritti delle persone, ma resterà contrario ad ogni sorta di fanatismo e di repressione, da qualsiasi parte essa provenga. Balfour, per guadagnare anche il sostegno dei moderati, lo accoglie come uno dei capi del gruppo.
I Covenanti e i realisti, guidati dal duca di Monmouth e da Claverhouse, si scontrano una seconda volta a Bothwell Bridge. I dragoni questa volta hanno la meglio e uccidono molti dei ribelli. Morton viene imprigionato da Claverhouse e mandato in esilio in Olanda, dove, per poter lavorare alle dipendenze di Guglielmo D'Orange e non farsi riconoscere come uno che ha combattuto al fianco dei puritani, cambia il suo nome in Melville .
Ritorna in Scozia nel 1689, cinque anni dopo la sua partenza, trovando un clima religioso e politico mutato, dovuto alla Gloriosa Rivoluzione e al rovesciamento di Giacomo II. Viene a sapere che Margaret ed Edith Bellenden sono state usurpate del loro castello da Basil Olifant, parente senza scrupoli di Margaret, e che ora sono ospitate da Lord Evandale, futuro sposo di Edith. Morton, mentre cerca l'atto di proprietà del castello di Tillietudlem, viene informato che Olifant, con l'aiuto di Balfour, vuole tendere un'imboscata a Lord Evandale per poter sposare Edith. Nello scontro Lord Evandale viene ferito mortalmente, mentre il suo rivale è ucciso da Cuddie, ex fedele servitore delle Bellenden. Nel frattempo Morton arriva seguito da uno squadrone di dragoni per fermare il combattimento. Balfour, dopo aver ucciso alcune guardie durante la sua fuga, muore annegato trasportato dalla corrente del fiume. Edith e Morton soccorrono invano Evandale, che prima di morire dà loro la benedizione di sposarsi mettendo la mano di lei sopra quella di lui.

## Personaggi
- Henry Morton: è il protagonista del romanzo. Inizialmente non si schiera con nessuna delle due fazioni politiche, ma dopo l'oppressione subita dai realisti per aver dato alloggio a John Balfour, vecchio amico di suo padre, decide di far parte dei Covenanti. Con il procedere della ribellione, si sforza di separare le idee politiche dei Covenanti dall'estremismo religioso[20]. È insofferente a qualsiasi tipo di tirannia e di violenza, e in più di un'occasione cerca di patteggiare senza arrivare ad un conflitto. Fa parte dell'ala moderata dei Covenanti, ovvero quella dei Whig, e per questo sarà visto di cattivo occhio dai più radicali. Nel suo esilio in Olanda prende il nome di Melville. È innamorato di Lady Edith[21]. Il personaggio è esistito realmente col nome di Robert Paterson[22], ma Scott nel libro lo rinomina Peter Pattieson. L'appellativo di Old Mortality deriva dal fatto di aver dedicato la sua vita alla restaurazione delle tombe delle vittime dei Covenanti, mansione che l'ha fatto pellegrinare per tutta la Scozia per adempiere al suo compito[23]. Scott lo ha conosciuto personalmente durante una sua visita alle rovine del Castello di Dunnotar.[24]
- Lady Margaret Bellenden: è la baronessa di Tillietudlem e nonna di Lady Edith. Ha perso il marito e i due figli durante le guerre civili. Vive costantemente nel ricordo di aver offerto alloggio a Re Giacomo II e non perde mai l'occasione di menzionare l'accaduto[25].
- Lady Edith Bellenden: è la nipote di Lady Margaret e sua erede[26]. Conosce e diventa amica di Henry Morton durante il soggiorno a casa di suo zio, il Maggiore Bellenden, e col tempo se ne innamora; gli salva la vita rivolgendosi a Lord Evandale, suo corteggiatore[25].

- John Balfour di Kinloch (Burley): è uno degli assassini dell'arcivescovo Sharp e uno dei leader estremisti dei Covenanti. Viene descritto con capelli rossi, mezza statura, naso aquilino e sguardo feroce nel suo mandato di arresto[27]. Per aumentare la sua influenza anche nella parte moderata della fazione, vi fa entrare Morton favorendo e appoggiando le sue idee. Dopo la sconfitta di Bothwell Bridge continua a lottare fervidamente per i suoi ideali, sebbene debba vivere da fuggiasco[28]. Muore annegato dopo l'imboscata a Lord Evandale. Si tratta di un personaggio storico effettivamente esistito, macchiatosi dell'assassinio dell'arcivescovo di St. Andrews con il complice Robert Hamilton[10].

- Lord Evandale: giovane di buona famiglia e corteggiatore di Lady Edith, sin da giovane si è dato alle armi prestando servizio in Francia e nei Paesi Bassi[29]. Generoso, onesto e raffinato[30], è rivale di Morton sotto ogni aspetto: sono i due finalisti nella gara del Popinjay, entrambi amano Lady Edith e parteggiano per le fazioni opposte, ma sempre nell'ala moderata, nella lotta tra Covenanti e Monarchici. Nonostante questa rivalità, si salvano la vita l'un l'altro in più di un'occasione[31].

- Cuthbert "Cuddie" Headrigg: contadino al Castello di Tillietudlem alle dipendenze di Lady Margaret, venne cacciato da quest'ultima con la madre a causa di un diverbio tra le due donne. All'apparenza sembra ottuso, ma in realtà si rivela essere un personaggio astuto e fedele, pronto a seguire Morton come suo servitore all'interno dei Covenanti. È colui che uccide Basil Olifant[32]. Cuddie svolge il ruolo del laborioso ma invisibile aiutante di Morton, organizzando incontri e trasmettendo messaggi. Il personaggio, grazie alla sua lealtà, onestà e zelo, è pensato come modello per la classe operaia che respingeva i contadini indisciplinati[33].
- Mause Headrigg: è la madre di Cuddie e una covenante fanatica. Per questo motivo non riesce a contenersi nel dire ciò che pensa anche di fronte ai dragoni, senza riflettere sulle conseguenze. Cerca sempre di offrirsi come martire mettendo in mezzo pure il figlio, sebbene lui non lo voglia[34].
- John Grahame di Claverhouse: è un colonnello realista, membro del Consiglio Privato di Scozia e personaggio realmente esistito. Cortese e composto, non lascia che la sua sfera privata interferisca con il suo dovere pubblico.Ha rispetto per il coraggio eroico e l'onore cavalleresco, insieme ad un disprezzo aristocratico verso ogni cosa provenga da una classe inferiore alla sua. Dopo la RIvoluzione, guida un'insurrezione giacobita, e muore nella battaglia di Killiecrankie, nelle Highlands[35].
- Basil Olifant: è l'ultimo erede maschio del defunto conte di Torwood. Insoddisfatto del governo perché Lady Margaret ha ottenuto il patrimonio di suo padre, cerca di recuperarlo facendo un accordo con Burley: promette di unirsi a lui e di condividere i suoi vassalli se Lady Bellenden viene diseredata. Persona ipocrita e senza scrupoli, non ha problemi a cambiare fazione qualora se ne presenti il bisogno[36].

## Critica
Convinto del successo di Old Mortality, il libraio John Murray ordinò una seconda edizione del libro prima ancora che uscisse la prima. Entrambe le edizioni vennero esaurite e se ne stampò una terza. Il successo commerciale corrispose all'approvazione della critica, che in gran parte ritenne questa una delle migliori opere di Scott. Un'accoglienza ostile venne riservata dai presbiteriani, che accusarono l'autore di aver ridicolizzato ingiustamente i Covenanti. In particolare, Scott fu attaccato dallo storico della chiesa presbiteriana Thomas McCrie in una serie di documenti pubblicati nell’Edinburgh Christian Instructor. Lo storico sostenne che Scott aveva trattato gli eroi e i martiri della Chiesa Scozzese con troppa leggerezza, e criticato aspramente i loro successori. 

## Traduzioni in italiano
La prima traduzione in italiano di Tales of my Lanldlord è stata curata da Gaetano Barbieri nel 1825 a Milano per la Tipografia del Commercio. Un'altra traduzione composta da tre volumi è quella di G.C. pubblicata a Milano nel 1835 da G. Crespi. La più recente traduzione è quella di Rossella Camerlingo nel 1999 per l'editore Keltia.